# Aeroporto Internacional de Natal
Aeroporto Internacional de Natal (även Aeroporto Internacional Governador Aluízio Alves) är en flygplats i Brasilien. Den ligger i kommunen São Gonçalo do Amarante och delstaten Rio Grande do Norte, i den östra delen av landet, 1 800 km nordost om huvudstaden Brasília. Greater Natal International Airport ligger 83 meter över havet.
Terrängen runt flygplatsen är huvudsakligen platt. Greater Natal International Airport ligger uppe på en höjd. Runt flygpllatsen är det ganska tätbefolkat, med 124 invånare per kvadratkilometer.. Närmaste större samhälle är Natal, 18,3 km öster om Greater Natal International Airport.
Omgivningarna runt flygpllatsen är huvudsakligen savann.